# Eurowings
Eurowings GmbH è una compagnia aerea low-cost tedesca sussidiaria di Lufthansa, con sede a Düsseldorf. Dalle sue basi presso gli aeroporti di Düsseldorf, Colonia-Bonn, Amburgo e Vienna opera voli su destinazioni nazionali ed europee, nonché alcune rotte a lungo raggio.
Negli ultimi anni Eurowings ha attraversato una profonda trasformazione: ha fatto parte di Lufthansa Regional fino a ottobre 2014, successivamente ha iniziato ad operare per conto della consociata Germanwings all'interno del loro network, da inizio 2015 ha cominciato a trasformarsi in un vettore low-cost per voli a breve e lungo raggio e da ottobre 2015 ha iniziato ad incorporare Germanwings, operazione che si è conclusa nel 2016.

## Storia

### I primi anni

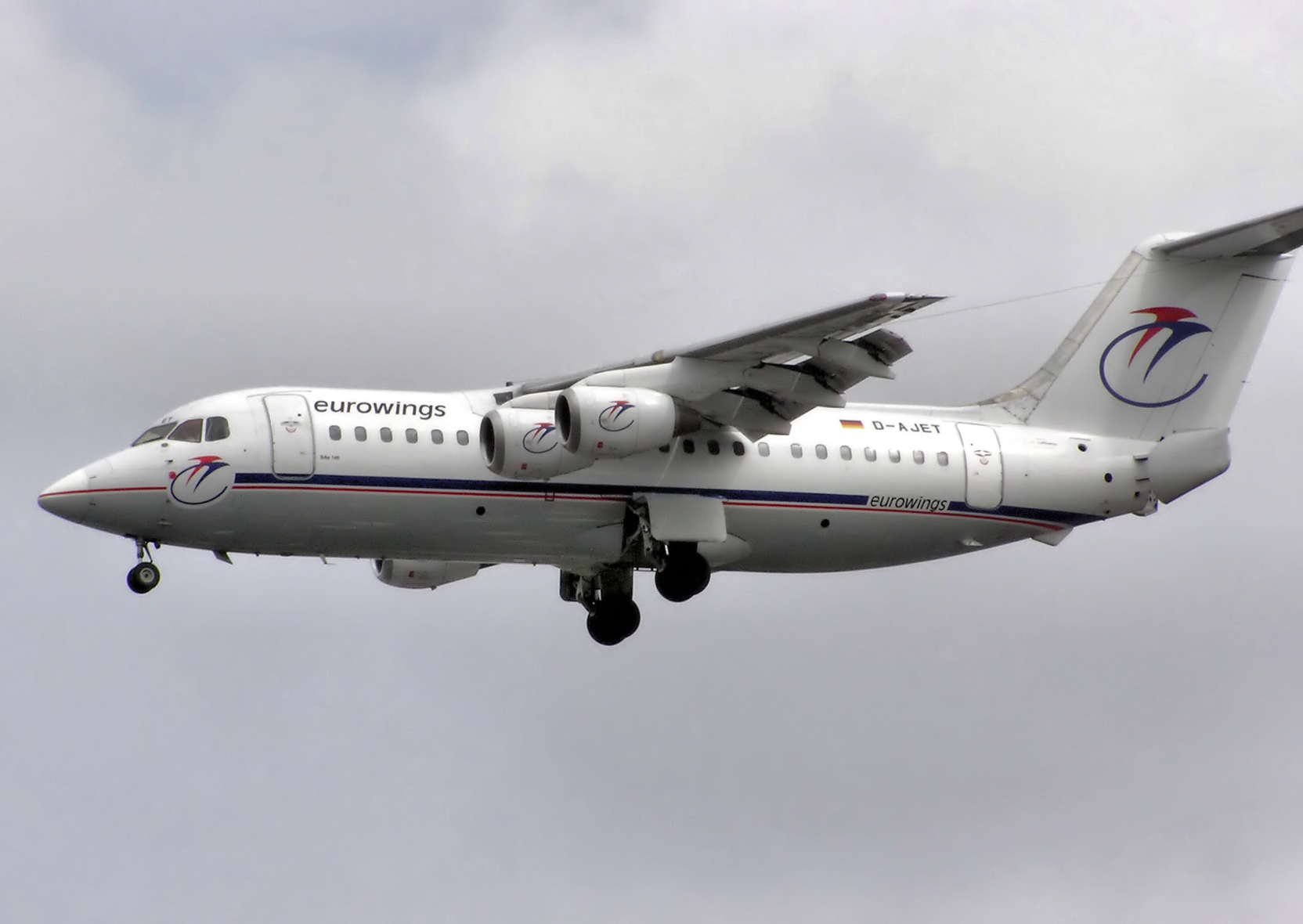
Un BAe 146-200.

La compagnia aerea è stata costituita il 1º febbraio 1990, in seguito alla fusione di Nürnberger Flugdienst (NFD) e Reise- und Industrieflug (RFG), due compagnie aeree con sede rispettivamente a Norimberga e Dortmund. Le operazioni di volo con una flotta di ATR 42 e 72 ereditati dai predecessori di Eurowings sono state lanciate il 1º gennaio 1994. Successivamente, alla flotta sono stati aggiunti i BAe 146, seguiti da aeromobili della famiglia Airbus A320 più grandi e persino da un Airbus A310. Lufthansa ha acquisito una partecipazione iniziale del 24,9% in Eurowings nel 2001, portandola al 49% nel 2004. Ha esercitato il pieno controllo della compagnia aerea dal 2005 e ne ha assunto la proprietà completa nel 2011.

### Nel gruppo Lufthansa
Al 31 dicembre 2006, Lufthansa deteneva una partecipazione del 49% in Eurowings con un'opzione per il 50,91% delle quote rimanenti, portando la società a essere pienamente parte del gruppo Lufthansa. A quel tempo, Eurowings era proprietaria di Germanwings, una filiale low cost all'interno del trust Lufthansa. I piani per fondere queste due compagnie aeree con TUIfly (controllata da TUI Travel) in una holding congiunta e indipendente, sono stati presentati nel corso del 2008, ma non si sono concretizzati. Invece, Lufthansa ha annunciato nel dicembre 2008 l'intenzione di voler acquisire interamente Germanwings da Eurowings.
Nel settembre 2010, Eurowings ha chiuso la sua sede centrale e l'infrastruttura tecnica a Dortmund e si è trasferita a Düsseldorf, dove operava la maggior parte dei suoi voli e poiché parte di Lufthansa Regional. Nel marzo 2011 è stata chiusa anche la divisione manutenzione dell'aeroporto di Norimberga.
Alla fine del 2013, i voli a corto raggio di Eurowings che non operavano da Francoforte o Monaco sono stati trasferiti da Lufthansa a Germanwings. Tutti i voli Eurowings operati per conto di Lufthansa Regional sono cessati nell'autunno 2014.

### Sviluppo come compagnia low-cost

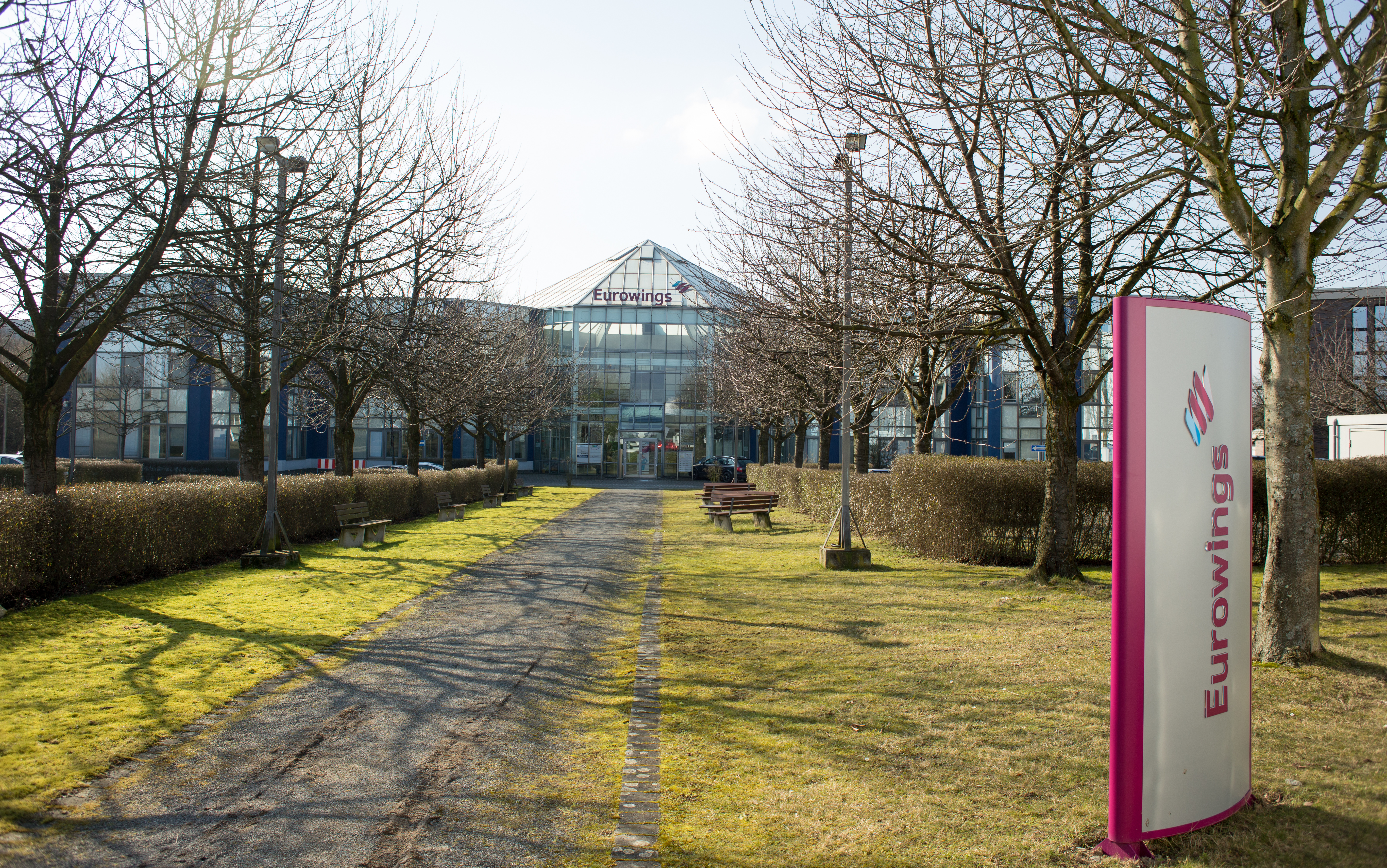
Il quartier generale di Eurowings a Düsseldorf.

Nel luglio 2014, il gruppo Lufthansa ha annunciato che Eurowings avrebbe sostituito i suoi 23 Bombardier CRJ900 con 23 Airbus A320: 10 nuovi ordini e 13 trasferiti dagli ordini del gruppo tra febbraio 2015 e marzo 2017. Lufthansa ha anche annunciato la trasformazione di Eurowings da compagnia aerea regionale in vettore low-cost a lungo e corto raggio entro la fine del 2015.
Il 1º febbraio 2015 ha iniziato a operare con gli Airbus A320-200 dopo aver preso in consegna il primo il 20 gennaio, ricevuto da Lufthansa e ridipinto con la nuova livrea di Eurowings. Questo e altri A320 sono stati operati per conto di Germanwings per la maggior parte del 2015, fino a quando Lufthansa non ha consolidato le sue operazioni a basso costo sotto il nuovo marchio Eurowings entro la fine di quell'anno. Inoltre, nel febbraio 2015, il gruppo Lufthansa ha annunciato che SunExpress Deutschland sarebbe stato l'operatore delle nuove operazioni a lungo raggio di Eurowings, che avrebbero dovuto essere basate all'aeroporto di Colonia-Bonn a partire da novembre 2015. SunExpress Deutschland avrebbe quindi ricevuto in leasinga alcuni Airbus A330 200.
Eurowings ha anche annunciato la creazione della sua prima base al di fuori della Germania, presso l'aeroporto Internazionale di Vienna, dove gli aerei sarebbero stati operati da Austrian Airlines con il marchio Eurowings. I precedenti piani per stabilire la prima base estera a Basilea-Mulhouse furono annullati Nel giugno 2015, il gruppo Lufthansa ha avanzato la richiesta per un certificato di operatore aereo (COA) aggiuntivo per Eurowings in Austria, denominata Eurowings Europe, in base al quale sarebbero stati operati tutti i nuovi Airbus A320-200 mentre gli "attuali" avrebbero continuato a operare nella flotta esistente. Ciò era stato pianificato a causa dei minori costi operativi sulla base degli accordi sindacali di Austrian Airlines.
Il 2 ottobre 2015, Lufthansa ha annunciato un cambio di programma per le proprie operazioni a Vienna. Austrian Airlines non avrebbe operato alcune rotte per il marchio Eurowings come previsto; invece, ad occuparsi di queste rotte sarebbe stata Eurowings Europe. Nell'ottobre 2015, Eurowings ha rilevato 55 rotte di Germanwings. Nel dicembre 2015, le nuove operazioni a lungo raggio di Eurowings hanno subito gravi critiche, poiché un volo su quattro era ritardato in media di 5,8 ore, con alcuni voli in ritardo di oltre 20 ore. Lufthansa ha affermato che la colpa era di difficoltà tecniche impreviste e di una flotta relativamente piccola; Eurowings ha avviato le sue prime sette rotte a lungo raggio con un solo aereo di proprietà. Poco dopo, Eurowings subì nuovamente una grave indignazione pubblica e una copertura mediatica negativa, dopo che uno dei loro voli da Varadero a Colonia aveva subito un ritardo di oltre 60 ore con passeggeri con visto scaduto bloccati nei loro hotel.
Nel gennaio 2016, Eurowings ha annullato il servizio previsto da Colonia a Teheran e ha ridotto i voli per Dubai da tutto l'anno a servizio stagionale. Lufthansa ha anche annunciato l'istituzione di una task force nello stesso mese. Il suo compito sarebbe quello di eliminare i problemi operativi che portavano a gravi ritardi e di aumentare l'affidabilità operativa. Nel luglio 2016 è stato reso pubblico che il proprietario di Eurowing, Lufthansa, stava valutando la possibilità di rilevare parte della rete di rotte, del personale e dei contratti di locazione degli aeromobili da Air Berlin, che sarebbero poi entrati a far parte delle operazioni di Eurowings. Nell'agosto 2016, Eurowings ha annunciato ulteriori modifiche alle sue operazioni a lungo raggio. Le rotte per Boston, Dubai e Mosca, che erano già state modificate da tutto l'anno a stagionali, sono state interrotte. Sempre nell'agosto 2016, Eurowings ha annunciato che avrebbe aperto la sua seconda base austriaca dopo Vienna, all'aeroporto di Salisburgo, con voli verso sei destinazioni metropolitane europee a partire da gennaio 2017. Nel dicembre 2016, è stato annunciato che Air Berlin avrebbe noleggiato un totale di 38 Airbus A319/A320 per sei anni a Eurowings, a partire da febbraio 2017. Di conseguenza, Eurowings avrebbe eliminato gradualmente i vecchi A320 di Germanwings.
Il 15 febbraio 2017, Eurowings ha ritirato il suo ultimo Bombardier CRJ900 dopo un volo da Karlsruhe ad Amburgo. Tutti i CRJ900 sono stati consegnati a Lufthansa CityLine e sostituiti da Airbus A320-200 più grandi, come parte della trasformazione da vettore regionale a vettore low cost.
Nel febbraio 2018, Eurowings ha annunciato il trasferimento di tutte le sue rotte a lungo raggio attualmente gestite dall'aeroporto di Colonia-Bonn all'aeroporto di Düsseldorf entro la fine di ottobre per rafforzare la propria presenza lì. Ciò lascia Düsseldorf e l'aeroporto di Monaco come basi a lungo raggio di Eurowings.

### Sviluppi recenti
Nel marzo 2019, il gruppo Lufthansa ha annunciato che a partire da ottobre, Eurowings avrebbe introdotto voli a lungo raggio dall'aeroporto di Francoforte. È stato annunciato che le rotte originali servite da Francoforte sarebbero state Mauritius, Barbados e Windhoek e Bangkok. Tuttavia, nel giugno 2019, il gruppo Lufthansa ha annunciato che Eurowings avrebbe abbandonato tutti i voli a lungo raggio e per concentrarsi invece sulle operazioni a corto raggio a bordo di aeromobili della famiglia Airbus A320. Tutti i voli a lungo raggio operati da Eurowings sarebbero stati trasferiti ad altre compagnie della rete: Lufthansa, Brussels Airlines, Austrian Airlines e Swiss.
Nell'aprile 2020, Lufthansa ha annunciato un importante ridimensionamento per Eurowings sulla scia della pandemia di COVID-19. Mentre Germanwings era stata definitivamente chiusa ed Eurowings stava per eliminare gradualmente diversi aeromobili, la maggior parte dei contratti di wet-lease sono stati risolti con breve preavviso. Tra gli accordi risolti c'era quello più grande con German Airways (ex LGW) per l'intera flotta di 20 Bombardier DHC-8-400.
Nel febbraio 2021, Lufthansa ha annunciato che avrebbe rilevato la maggior parte delle rotte di Eurowings all'aeroporto di Monaco, ad eccezione di pochi servizi nazionali e voli per Palma di Maiorca e Pristina. Sempre all'inizio del 2021, Eurowings ha rimosso dalla propria rete tutte le destinazioni a lungo raggio servite da Düsseldorf, Monaco e Francoforte. Allo stesso tempo, la società madre Lufthansa ha annunciato la fondazione del suo nuovo vettore a lungo raggio Eurowings Discover.
Nel maggio 2022, Eurowings ha annunciato la cessazione del proprio programma frequent flyer di lunga data Boomerang Club a favore di una fusione con Miles & More della società madre Lufthansa.

## Destinazioni

### Accordi commerciali
A gennaio 2024, Eurowings ha accordi commerciali con le seguenti compagnie:
- Air Canada
- All Nippon Airways
- Austrian Airlines
- Brussels Airlines
- Lufthansa
- Singapore Airlines
- Swiss International Air Lines
- TUI fly
- United Airlines
- Volotea

## Flotta

### Flotta attuale

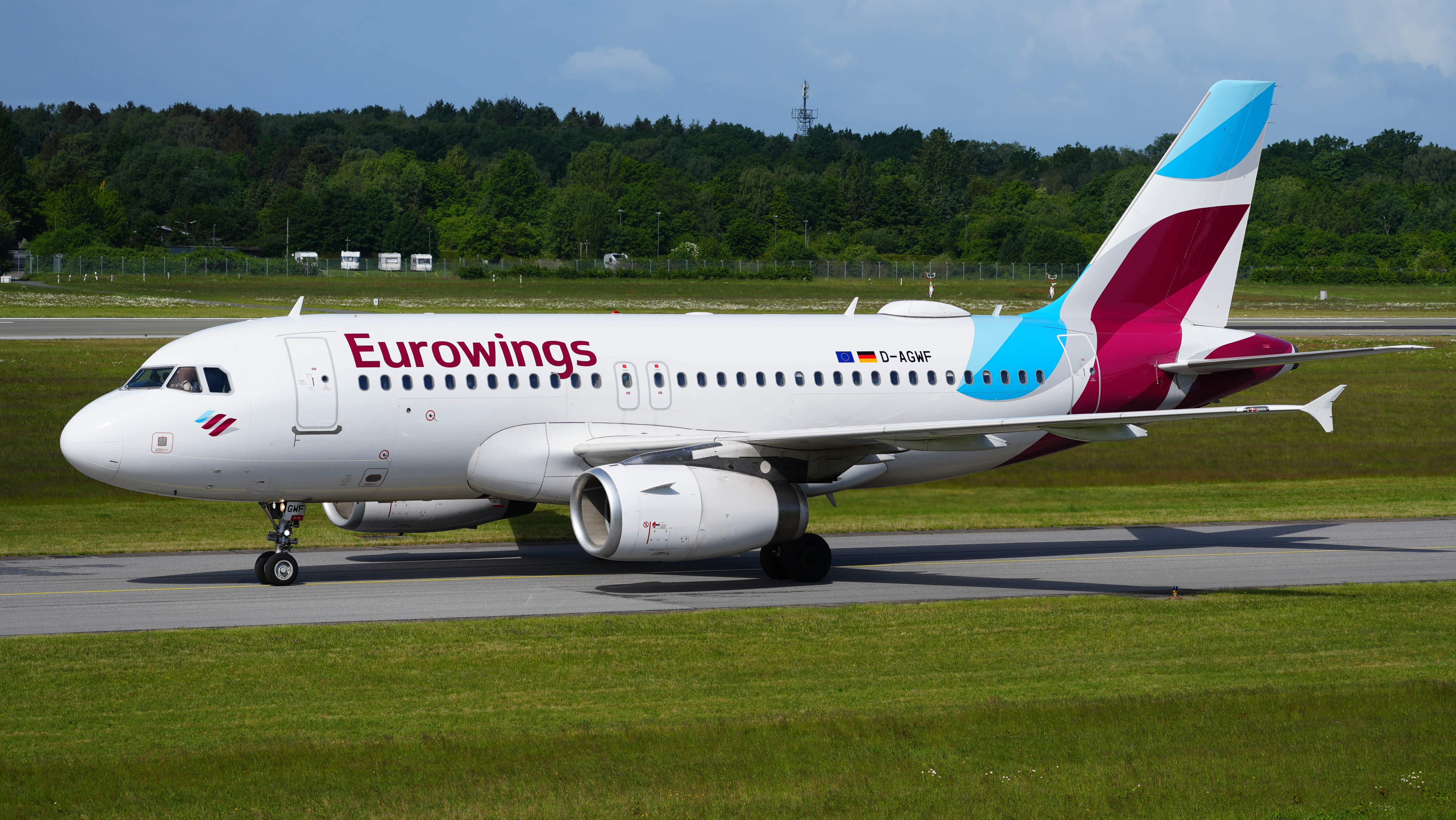
Un Airbus A319-100.

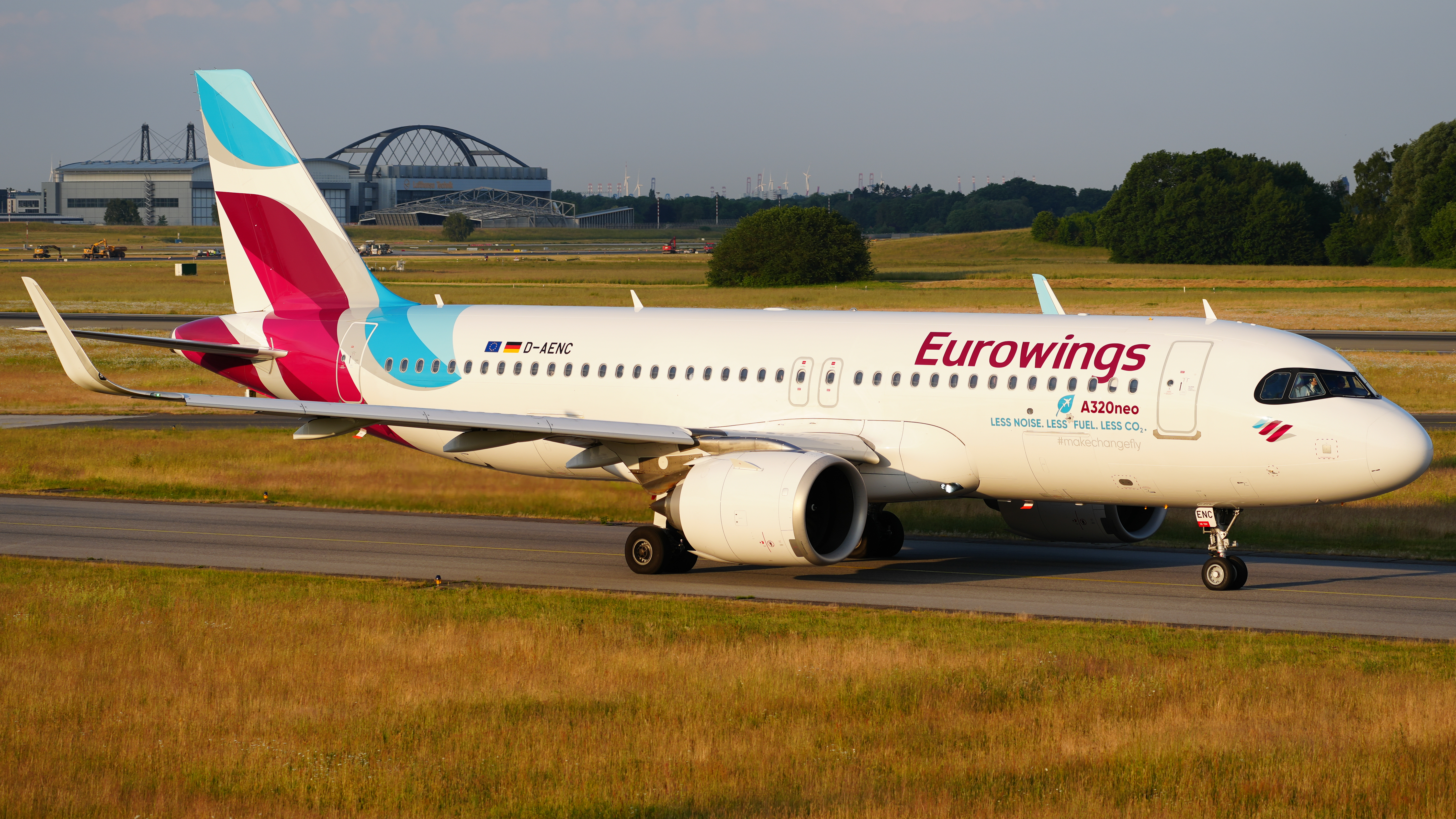
Un Airbus A320neo.

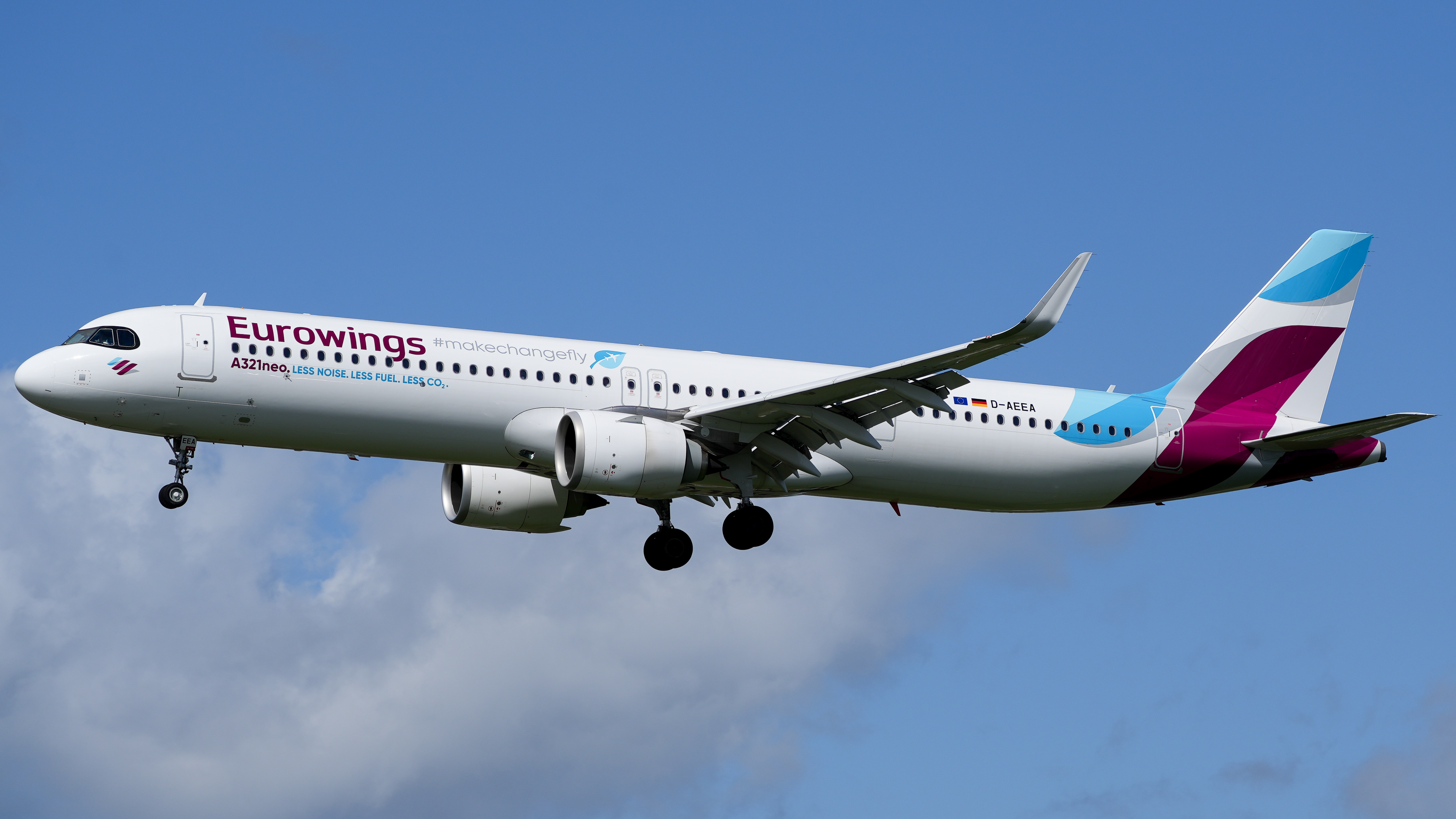
Un Airbus A321neo.

Ad aprile 2025 la flotta di Eurowings è così composta:

### Flotta storica

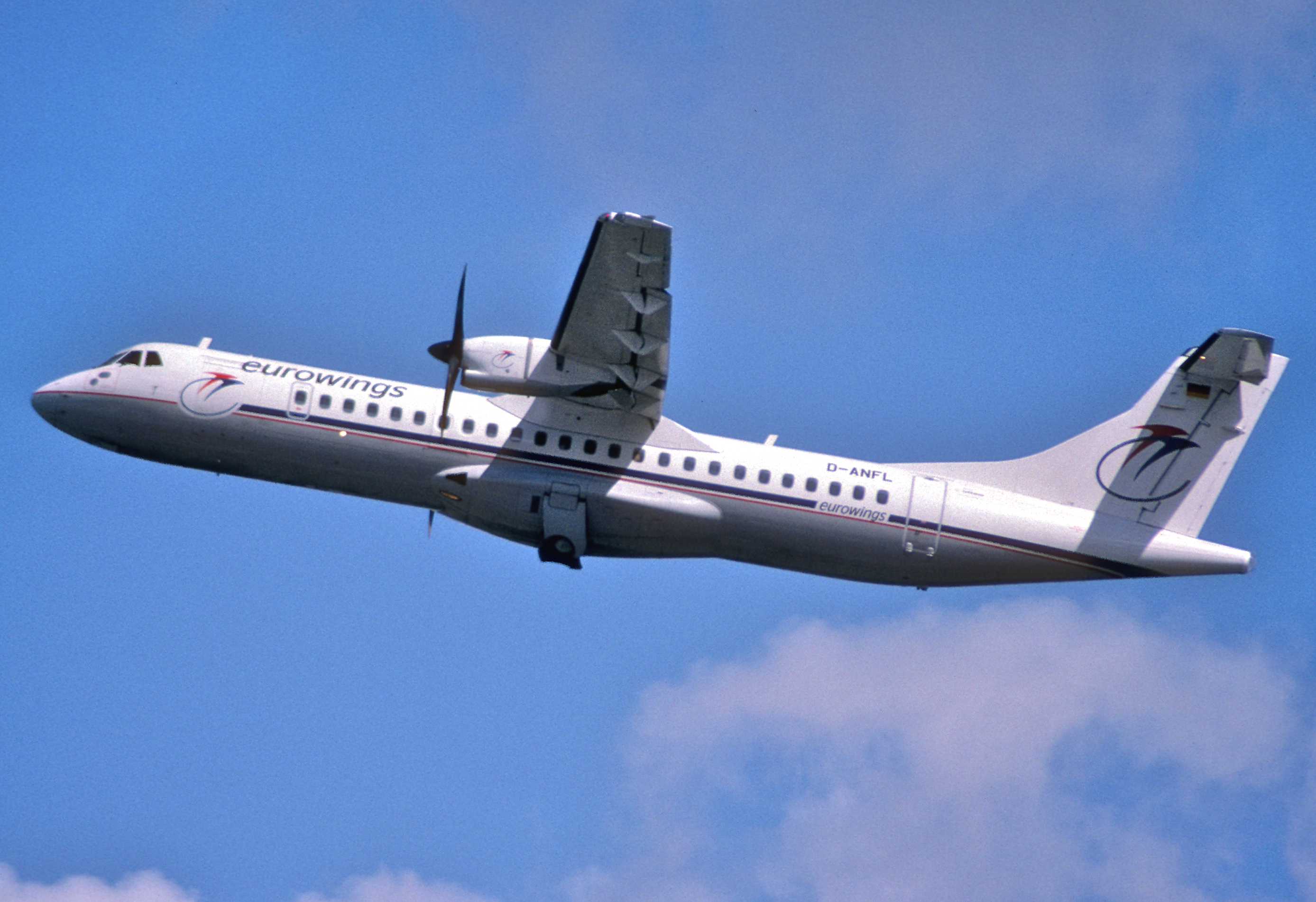
Un ATR 72-500.

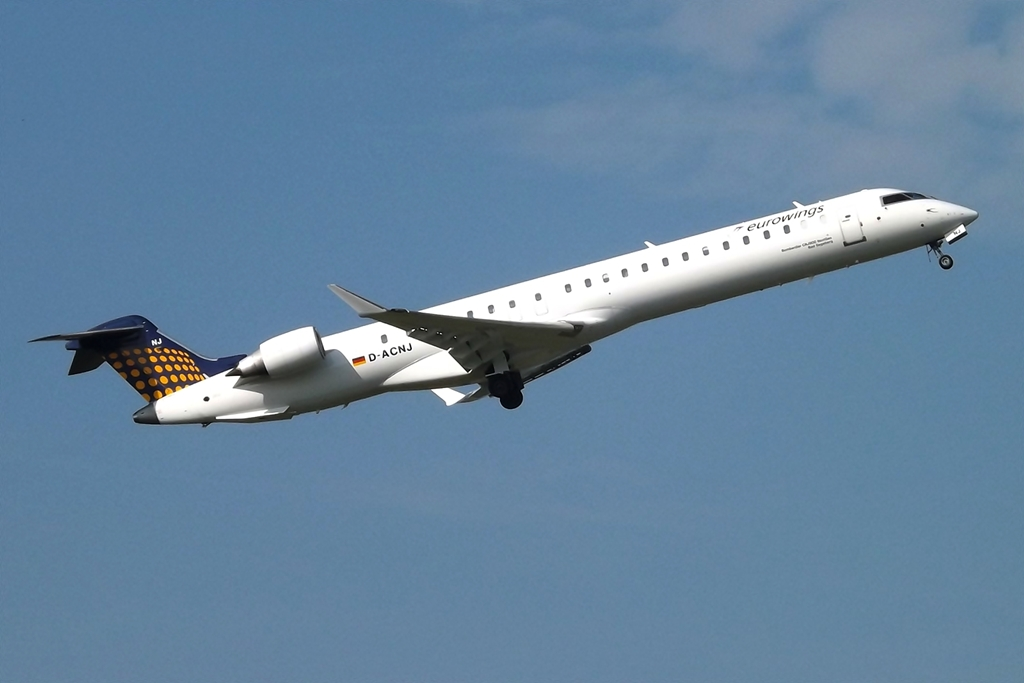
Un Bombardier CRJ900.

Eurowings operava in precedenza con i seguenti aeromobili: